# Athous recaldei
Athous recaldei е вид бръмбар от семейство Полски ковачи (Elateridae).

## Разпространение
Този вид е разпространен в Португалия.